# باتری نیکل–روی

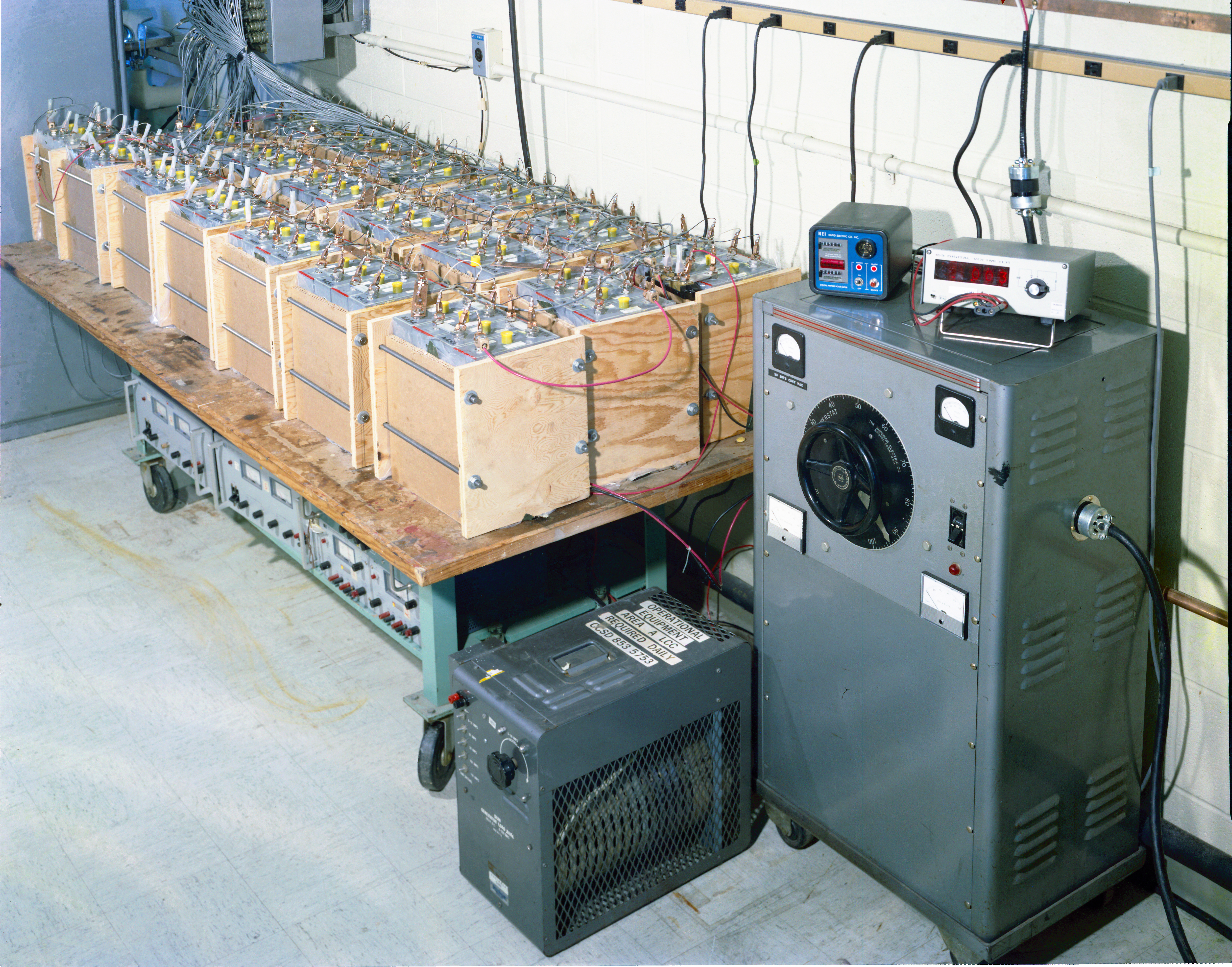
باتری ۳۰۰ آمپر ساعت نیکل-روی

باتری نیکل-روی (به انگلیسی: Nickel–zinc battery) (مخفف انگلیسی: NiZn) گونه‌ای از باتری قابل شارژ است که در وسایلی چون گوشی‌های تلفن، دوربین‌ها و تجهیزات بی‌سیم کاربرد دارد. این نوع باتری در سال ۱۹۰۱ توسط توماس ادیسون اختراع و ثبت شدند.